# Mohamed Habib
Mohamed Habib est un homme politique égyptien musulman.
Il est le vice-guide suprême des Frères musulmans.